# Würzburg
Würzburg (nemško: [ˈvʏʁtsbʊʁk] (); frankovsko Wörtzburch) je mesto v regiji Frankovska na severu nemške zvezne dežele Bavarske. Würzburg je upravni sedež Regierungsbezirk Spodnje Frankovske. Razteza se ob bregovih reke Majne.
Würzburg je približno 120 kilometrov vzhodno-jugovzhodno od Frankfurta ob Majni in približno 110 kilometrov zahodno-severozahodno od Nürnberga. Ob koncu leta 2021 je mesto imelo okoli 128.000 prebivalcev.
V mestu je tudi uprava Landkreis Würzburg (okrožje Würzburg).
Regionalno narečje je vzhodnofrankovsko.

## Zgodovina

### Zgodnja in srednjeveška zgodovina
Grad zatočišče iz bronaste dobe (kultura žarnih grobišč), keltski Segodunum in kasneje rimska utrdba, je stal na hribu, znanem kot Leistenberg, na mestu sedanje trdnjave Marienberg. Nekdanje keltsko ozemlje so v 4. ali 5. stoletju poselili Alemani, v 6. do 7. stoletju pa Franki. Würzburg je bil okoli leta 650 sedež merovinškega vojvode. Leta 686 so ga pokristjanjili irski misijonarji Kilian, Kolonat in Totnan. Mesto je omenjeno v donaciji vojvode Hedana II. škofu Vilibrordu z dne 1. maja 704 v castellum Virteburch. Ravenska kozmografija navaja mesto kot Uburzis približno v istem času. Ime je domnevno keltskega izvora, vendar je bilo ime na podlagi ljudske etimološke povezave z nemško besedo Würze »zelišče, začimba« v srednjem veku latinizirano kot Herbipolis.
Od leta 1237 sta bila na mestnem pečatu upodobljena stolnica in portret svetega Kilijana z napisom SIGILLVM CIVITATIS HERBIPOLENSIS. Prikazuje prapor na nagnjeni sulici, prej v modrem polju, s praporom v srebrni četrtini in rdečo (1532), kasneje ali in rdečo (1550). Ta grb je nadomestil starejši pečat mesta, ki prikazuje svetega Kilijana iz leta 1570.
Prvo škofijo je leta 742 ustanovil sveti Bonifacij, ko je bil imenovan za prvega würzburškega škofa, svetega Burkharda. Škofje so sčasoma ustvarili posvetni fevd, ki se je v 12. stoletju razširil na vzhodno Frankovsko. Mesto je bilo prizorišče več cesarskih zborov, vključno s tistim iz leta 1180, na katerem je bil Henrik Lev, vojvoda Saške in Bavarske, za tri leta prepovedan vstop v cesarstvo in njegovo vojvodstvo Bavarsko predano Ottu Wittelsbachu. Leta 1147 in 1298 so se zgodili poboji Judov.
Prva cerkev na mestu sedanje Würzburške stolnice je bila zgrajena že leta 788 in jo istega leta posvetil Karel Veliki; sedanja stavba je bila zgrajena od leta 1040 do 1225 v romanskem slogu. Univerza v Würzburgu je bila ustanovljena leta 1402 in ponovno ustanovljena leta 1582. Meščani mesta so se večkrat uprli knezoškofu.
Leta 1397 je češki kralj  Vaclav IV. obiskal mesto in prebivalcem obljubil status svobodnega cesarskega mesta. Vendar so ga nemški vladajoči knezi prisilili, da je te obljube umaknil. Leta 1400 so škofove čete odločilno premagale meščane v bitki pri Bergtheimu, in mesto trajno pade pod njegov nadzor do razpada fevda.

### Moderna zgodovina
Würzburški čarovniški procesi, ki so potekali med letoma 1626 in 1631, sodijo med največja mirnodobna množična sojenja. V Würzburgu so pod škofom Filipom Adolfom von Ehrenbergom po ocenah zažgali od 600 do 900 domnevnih čarovnic. Leta 1631 je švedski kralj Gustav II. Adolf vdrl in končal sežiganje čarovnic.
Leta 1720 so bili postavljeni temelji Würzburške rezidence. Leta 1796 je potekala bitka pri Würzburgu med [Habsburška monarhija|[habsburško Avstrijo]] in Francosko prvo republiko. Mesto je leta 1803 prešlo v Bavarsko volilno kneževino, vendar je dve leti kasneje, med napoleonskimi vojnami, postalo sedež volilne oblasti Würzburg (do septembra 1806), kasnejšega Velikega vojvodstva Würzburg.
Leta 1814 je mesto postalo del Kraljevine Bavarske, sedem let kasneje je bila ustanovljena nova škofija, saj je bila prejšnja leta 1803 sekularizirana. Leta 1817 sta Friedrich Koenig in Andreas Bauer ustanovila Schnellpressenfabrik Koenig & Bauer (prvi proizvajalec tiskarskih strojev na parni pogon na svetu).
Hep-Hep nemiri od avgusta do oktobra 1819 so bili pogromi proti aškenaškim Judom, ki so se začeli v Kraljevini Bavarski v obdobju judovske emancipacije v Nemški konfederaciji. Antisemitsko skupno nasilje se je začelo 2. avgusta 1819 v Würzburgu in kmalu doseglo zunanje regije. Veliko Judov je bilo ubitih in veliko judovskega premoženja je bilo uničenega.
Leta 1848 so katoliški škofje organizirali würzburško škofovsko konferenco, predhodnico kasnejših nemških in avstrijskih konferenc. Z razliko, würzburška konferenca je ime za srečanje predstavnikov manjših nemških držav leta 1859, da bi oblikovali nekatera sredstva medsebojne podpore. Konferenca pa ni prinesla rezultatov. Würzburg so leta 1866 bombardirali in zavzeli Prusi, ko je prenehal biti trdnjava.
V zgodnjih 1930-ih je v Würzburgu, ki je bil tudi rabinsko središče, živelo okoli 2000 Judov. Med Kristalno nočjo leta 1938 je bilo veliko judovskih hiš in trgovin napadenih, izropanih ali uničenih.  Vsebina dveh sinagog je bila ukradena ali uničena. Veliko Judov je Gestapo zaprl in mučil. Med novembrom 1941 in junijem 1943 so bili Judje iz mesta poslani v nacistična koncentracijska taborišča v vzhodni Evropi.
Od aprila 1943 do marca 1945 je bilo v mestu podtaborišče koncentracijskega taborišča Flossenbürg, v katerem je bilo na desetine zapornikov, večinoma iz Poljske in Sovjetske zveze.

#### Bombardiranje v drugi svetovni vojni
16. marca 1945 je bilo med zračnim napadom v drugi svetovni vojni v 17 minutah uničenih približno 90 % mesta z ognjenimi bombami 225 britanskih bombnikov Lancaster. Würzburg je postal tarča zaradi svoje vloge prometnega središča in zloma duha prebivalstva.
Vse mestne cerkve in drugi spomeniki so bili močno poškodovani ali uničeni. Središče mesta, ki je večinoma izviralo iz srednjega veka, je bilo uničeno v požarni nevihti, v kateri je umrlo 5000 ljudi.
V naslednjih 20 letih so bile zgodovinsko pomembne stavbe skrbno in natančno rekonstruirane. Meščanke, ki so takoj po koncu vojne obnovile mesto, so bile večinoma ženske – Trümmerfrauen (»ruševinske ženske«) – ker so bili moški mrtvi ali pa še vedno vojni ujetniki. V relativnem obsegu je bil Würzburg uničen v večji meri kot Dresden v požarnem bombardiranju mesec prej.

#### Bitka za Würzburg
3. aprila 1945 sta Würzburg zasedli ameriška 12. oklepna divizija in ameriška 42. pehotna divizija v seriji čelnih napadov, prikritih z dimnimi zavesami. Bitka se je nadaljevala, dokler ni bil končni odpor Wehrmachta premagan 5. aprila 1945.
Množični pokoli so se zgodili v letih 2016 in 2021.

## Geografija
Würzburg se razprostira na bregovih reke Majne v regiji Spodnja Frankovska na severu zvezne dežele Bavarske v Nemčiji. Srce mesta je na lokalno vzhodnem (desnem) bregu. Mesto je obdano z Landkreis Würzburg, vendar ni njen del.
Würzburg pokriva površino 87,6 kvadratnih kilometrov in leži na nadmorski višini okoli 177 metrov.
Od skupne površine občine so v letu 2007 gradbene površine predstavljale 30 %, sledijo kmetijska zemljišča (27,9 %), gozd (15,5 %), zelenice (12,7 %), promet (5,4 %), vode (1,2 %). ) in drugi (7,3 %).
Središče Würzburga je obdano s hribi. Na zahodu leži 266 metrov visok Marienberg in Nikolausberg (359 m) južno od njega. Majna teče skozi Würzburg od jugovzhoda proti severozahodu.
Poleg Majne, ki jo uvrščajo med reke prvega reda in zvezne vodne poti, in Pleichach (drugi red), so tu še Dürrbach, Fuchsstädter Bach (imenovan tudi Heuchelbach), Kürnach, Reichenberger Bach, Kühbach, Steinbach in Zwischengemäuerbach kot reke III. reda. Nivo vode se meri z merilno palico na Alter Kranen. Običajni nivoji so označeni na obrežnem zidu Majne, visoki vodostaji pa na zidu stavbe Alter Kranen.

### Podnebje
Mesto Würzburg leži v kotlini, ki pogosto povzroča inverzne vremenske razmere in spodbuja kopičenje onesnaževal (žveplov dioksid, ozon, saje, benzen in dušikov dioksid), ter v zmernem podnebnem pasu in v območju zahodnega vetra. Razmeroma suho würzburško podnebje, ki je toplejše od podnebja v okolici, je še posebej primerno za vinogradništvo. Povprečna januarska temperatura je –0,6 °C, julijska pa 18,4 °C. Povprečna celoletna temperatura je 9,2 °C. Najvišja zabeležena temperatura je bila 39,4 °C 7. avgusta 2015, najnižja zabeležena temperatura −24,0 °C 10. februarja 1956.

### Administrativne enote
Würzburg je razdeljen na 13 okrožij (Altstadt, Zellerau, Dürrbachtal, Dürrbachtal, Grombühl, Lindleinsmühle, Frauenland, Sanderau, Heidingsfeld, Heuchelhof, Steinbachtal, Versbach, Lengfeld, Rottenbauer, ki so dodatno strukturirana v 25 okrožij. Do ukinitve statusa trdnjave za Würzburg na desni strani Majne 26. septembra 1856 in na levi strani Majne leta 1867 [12] je bilo naseljeno območje Würzburga v bistvu sestavljeno le iz območje znotraj Ringsparka in Mainviertel na levi strani Majne. Potem bi se lahko poselilo tudi zemljišče pred mestnim obzidjem. Poznejše velike širitve mestnega območja so bile vključitve Heidingsfelda (1930), Rottenbauerja (1974), Oberdürrbacha (1976), Unterdürrbacha (1976), Lengfelda in Versbacha. Današnja delitev temelji na reorganizaciji mestnega območja kot del okrožne reforme iz leta 1978.

## Demografija
Ob popisu leta 2011 se je število prebivalcev močno popravilo navzdol na 124.449, nato nekoliko povišalo in leta 2020 prvič po šestih letih ponovno upadlo na okoli 127.000 prebivalcev.

## Gospodarstvo
Würzburg je znan predvsem kot upravno središče. Njegova največja delodajalca sta Univerza Julius-Maximilians in občina. Največji zasebni delodajalec je Brose Fahrzeugteile, sledi mu Koenig & Bauer, proizvajalec tiskarskih strojev. Würzburg je tudi glavno mesto nemške vinske regije Frankovske, ki slovi po suhih belih vinih, bogatih z minerali, zlasti iz grozdja silvanec. Pivovarna Würzburger Hofbräu lokalno proizvaja tudi znano pivo pilsner.
Würzburg je dom najstarejše picerije v Nemčiji. Nick di Camillo je svojo restavracijo z imenom Bier- und Speisewirtschaft Capri odprl 24. marca 1952. Camillo je bil odlikovan z italijanskim redom za zasluge.
Leta 2017 je BDP na prebivalca znašal 62.229 €, kar je okrožje uvrstilo na 13. mesto med 96 okrožji (podeželskimi in mestnimi) na Bavarskem (skupno povprečje: 46.698 €).

### Vojska
Po drugi svetovni vojni je bil Würzburg gostitelj 1. in 3. pehotne divizije ameriške vojske, pa tudi vojaške bolnišnice in različnih drugih ameriških vojaških enot, ki so bile prisotne v Nemčiji. Zadnje vojake so iz Würzburga umaknili leta 2008 in s tem zaključili več kot 60-letno tamkajšnjo prisotnost ZDA.

## Umetnost in kultura
Med pomembnimi umetniki, ki so živeli v Würzburgu, so pesnik Walther von der Vogelweide (12. in 13. stoletje), filozof Albertus Magnus in slikar Matthias Grünewald. Kipar Tilman Riemenschneider (1460–1531) je bil župan in je sodeloval v nemški kmečki vojni.
Nekatere od "100 cerkva" v mestu so preživele nedotaknjene. Po slogu segajo od romanike (Würzburška stolnica), gotike (Marienkapelle), renesanse (Neubaukirche), baroka (Stift Haug Kirche) do moderne (St. Andreas).
Med večjimi festivali so Afriški festival maja, Mozartov festival junija/julija in Kiliani Volksfest sredi julija.

### Glavne znamenitosti
- Würzburška rezidenca: Unescov seznam svetovne dediščine, ogromno posestvo blizu središča mesta sta dala zgraditi dva knezoškofa, brata Johann Filip Franz in Friderik Karl von Schönborn. Več arhitektov, vključno z Johannom Lukasom von Hildebrandtom in Maximilianom von Welschom, je nadzorovalo gradnjo med letoma 1720 in 1744, v imitaciji Versajske palače, [6] vendar je povezana predvsem z imenom Balthasarja Neumanna, ustvarjalca njenega slavnega baročnega stopnišča. Palača je bila močno poškodovana v britanskem bombardiranju marca 1945, vendar je bila popolnoma obnovljena. Glavne zanimivosti so:
  - Hofkirche: Notranjost cerkve je bogato okrašena s slikami, kipi in štukaturami. Oltarje je poslikal Giovanni Battista Tiepolo.
  - Treppenhaus: stopnišče, kjer je Giovanni Battista Tiepolo ustvaril največjo fresko na svetu, ki krasi obok nad stopniščem, ki ga je zasnoval Balthasar Neumann.
  - Kaisersaal: »Cesarska dvorana«, osrednji del palače, priča o tesnem odnosu med Würzburgom in Svetim rimskim cesarstvom.
- Trdnjava Marienberg je utrdba na Marienbergu, hribu zahodno od središča mesta, s pogledom na celotno mestno območje in okoliške hribe. Večina sedanjih stavb je iz obdobja renesanse in baroka, temelji kapele pa segajo v 8. stoletje.

- Alte Mainbrücke (Stari most čez Majno) je bil zgrajen v letih 1473–1543, da bi nadomestil porušeni romanski most iz leta 1133. V dveh fazah, z začetkom leta 1730, je bil most okrašen z dvanajstimi 4,5-metrskimi kipi svetnikov in zgodovinsko pomembnih osebnosti kot [fJanez Nepomuk]], sveta Marija in sveti Jožef, Karel Veliki in Pipin Mali. Eksplozivi so poškodovali most v zadnjih dneh druge svetovne vojne. Ameriške enote so original Pipina vrgle v reko, da bi naredile prostor protiletalskemu topu.
- Rathaus ali mestna hiša v Würzburgu se od večine cesarskih mest razlikuje po tem, da ni bila razkošna zgradba, zgrajena namensko v renesančnem slogu. Pestra zbirka stavb in traktov odraža, da je bilo mesto po letu 1426 stalno pod škofovim nadzorom, ki ni dovolil reprezentativne novogradnje. Rathaus je sestavljena iz delov iz let 1339 (kapela), 1453 (stolp s prvo javno uro v mestu), 1544 (jugozahodni oriel) in 1659/60 (Roter Bau). Leta 1822 je bila mestni hiši prizidana trikrilna stavba sosednjega Karmeliterklostra (karmeličanskega samostana). "Renesančna" vrsta na Karmeliterstrasse je bila zgrajena šele leta 1898.
- Med številnimi znamenitimi cerkvami v Würzburgu so Käppele, majhna baročna/rokokojska kapela Balthasarja Neumanna, ki stoji na hribu proti trdnjavi, in Dom (Würzburška stolnica). Baročna Schönbornkapelle, stranska kapela stolnice, ima notranjo dekoracijo (umetne) človeške kosti in lobanje. V stolnici sta tudi dve izmed najbolj znanih del Tilmana Riemenschneiderja, nagrobnika Rudolfa II. von Scherenberga (1466–1495) in Lorenza von Bibra (1495–1519). Na vhodu v Marienkapelle (na trgu; zgrajena med 1377 in 1441) stojijo replike kipov Adama in Eve, ki jih je izdelal Riemenschneider. Neumünster je romanska cerkev (11. stoletje) z baročno fasado in kupolo. Njena kripta (Kiliansgruft) hrani relikvije Kiliana, Totnana in Kolonata. Tu sta tudi dva kamnita sarkofaga iz 8. stoletja, grobnici prvega in drugega würzburškega škofa Burkarda in Megingauda. V grobnici slednjega je najstarejši postrimski monumentalni napis v Frankovski.  Poleg Neumünstra je Lusamgärtchen. Vsebuje spomenik iz leta 1930 Waltherju von der Vogelweideju, ki je bil zelo verjetno tukaj pokopan leta 1230.  Najstarejša opatija v mestu, opatija St. Burchard, ustanovljena okoli leta 750, je bila preoblikovana v kolegijsko cerkev leta 1464 in razpuščena leta 1803. Med baročnimi cerkvami v središču mesta so Stift Haug (1670–1691), sv. Mihael, sv. Štefan in sv. Peter. Cerkev sv. Burkharda je bila zgrajena med letoma 1033 in 1042 v romanskem slogu in je bila obnovljena leta 1168. Poznogotski kor je iz let 1494 do 1497.
- Juliusspital je baročna bolnišnica z dvoriščem in cerkvijo, ki jo je prvotno ustanovil knezoškof Julius Echter leta 1576. 160 m dolg severni trakt je dodal italijanski arhitekt Antonio Petrini v letih 1700–1704. Pod njo je podobno velika vinska klet, ki (skupaj s tistima v Würzburški rezidenci in bolnišnici Bürgerspital) ponuja možnost okusa lokalnega frankenwein v edinstvenem okolju. Juliusspital je druga največja vinska klet v Nemčiji, ki prideluje vino na 1,68 kvadratnih kilometrih.
- Haus zum Falken na Marktplatzu, poleg Marienkapelle, s svojo okrašeno fasado s štukaturo je dosežek würzburškega rokokoja. V preteklosti je služila kot gostilna, danes pa sta v njej javna knjižnica in turistična informacijska pisarna.
- Stift Haug (formalno Stiftskirche St. Johannis im Haug, posvečena Janezu Krstniku in Janezu Evangelistu) je bila zgrajena v letih 1670–1691 kot prva baročna cerkev v Frankovski. Oblikoval jo je Antonio Petrini. Nekdanja cerkev je bila porušena, saj je bila na poti novih mestnih utrdb, ki jih je zgradil Johann Philipp von Schönborn. Leta 1945 je bila večina cerkvene notranjosti uničena. Umetniška dela vključujejo Tintorettovo Križanje, ki ga je posodila Bavarska državna slikarska zbirka.
- Vinograd Würzburger Stein tik pred mestom je eden najstarejših in največjih vinogradov v Nemčiji.

### Muzeji in galerije
- Museum für Franken (prej Mainfränkisches Museum) v trdnjavi je dom največje svetovne zbirke del Tilmana Riemenschneiderja. V prostoru velikosti 5400 m2 je razstavljena umetnost regionalnih umetnikov. Razstave vključujejo prazgodovinsko zbirko, artefakte frankovske vinske kulture in antropološko zbirko s tradicionalnimi nošami.
- Fürstenbaumuseum: Tudi v trdnjavi obnovljeni Fürstenbau (nekdanja rezidenca knezoškofov) ne hrani le prenovljenih bivalnih prostorov, temveč tudi razstavo o zgodovini Würzburga. Druga razstava predstavlja cerkveni zlati nakit in zbirko liturgičnih oblačil. Muzej prikazuje tudi dve maketi mesta: Würzburg leta 1525 in Würzburg leta 1945.
- Museum im Kulturspeicher, ki je v zgodovinski stavbi za skladiščenje žita v kombinaciji s sodobno arhitekturo, ima več kot 3500 m2 razstavnega prostora. Zbirke vključujejo »zbirko Petra C. Rupperta« z evropsko betonsko umetnostjo po letu 1945 umetnikov, kot sta Max Bill in Victor Vasarely; dela iz obdobja romantike, bidermajerja, impresionizma, ekspresionizma ter sodobne umetnosti.
- Museum am Dom (Muzej pri stolnici), odprt leta 2003. Predstavlja približno 700 umetniških del zadnjih 1000 let. Razstava na 1800 m2 nasprotuje sodobni umetnosti starejšim delom.
- Šalom Evropa, judovski muzej, zgrajen okoli 1504 nagrobnikov, odkritih in izkopanih v starem mestu, uporablja sodobno informacijsko tehnologijo za prikaz sedanjega in tradicionalnega judovskega načina življenja ter njihovega preživetja v zadnjih 900 letih v Würzburgu.
- Muzej Martina von Wagnerja s predmeti iz starega Egipta, Grčije in Rima. Je v južnem krilu rezidence in prikazuje starodavne marmorne kipe in grobne predmete. Tu je tudi deset razstavnih dvoran z umetnostjo od 14. do 19. stoletja.
- Muzej Siebold, v katerem so stalne in začasne razstave, vključno z zapuščino lokalnega zdravnika in japonskega raziskovalca Philippa Franza von Siebolda iz 19. stoletja.[22]
- Röntgen Memorial Site v Würzburgu v Nemčiji je posvečen delu nemškega fizika Wilhelma Conrada Röntgena (1845–1923) in njegovemu odkritju rentgenskih žarkov, za kar je prejel Nobelovo nagrado za fiziko. Vsebuje razstavo zgodovinskih instrumentov, strojev in dokumentov.

## Pobratena mesta
Würzburg je pobraten z:
| - Dundee, Škotska, od 1962 - Caen, Francija, od 1962 - Rochester, New York, ZDA, od 1964 - Mwanza, Tanzanija, od 1966 - Ōtsu, Šiga, Japonska, od 1979 | - Salamanca, Španija, od 1980 - Suhl, Nemčija, od 1988 - Umeå, Švedska, od 1992 - Bray, County Wicklow, Irska, od 2000 - Trutnov, Češka od 2008 |

Associated:
- Faribault, Minnesota, ZDA, od 1949
- Nagasaki, Japonska, od 2013

## Univerze
Univerza v Würzburgu (uradno ime Julius-Maximilians-Universität Würzburg) je bila ustanovljena leta 1402 in je ena najstarejših univerz v Nemčiji.
Akademske discipline so astronomija, biologija, katoliška teologija, kemija, računalništvo, kultura, ekonomija, izobraževalne in družbene vede, geografija, zgodovina, jeziki in jezikoslovje, pravo, književnost, matematika, medicina (humana medicina, zobozdravstvo in biomedicina), farmacija, filozofija, fizika, politologija, psihologija in sociologija.
Danes je deset fakultet razpršenih po vsem mestu. Na univerzo je trenutno vpisanih približno 29.000 študentov, od tega jih več kot 1000 prihaja iz drugih držav.
- Originalni laboratorij Wilhelma Röntgena, kjer je leta 1895 odkril rentgenske žarke, je na Univerzi v Würzburgu.
- Univerza je Alexanderu Grahamu Bellu podelila častni doktorat za njegovo pionirsko znanstveno delo.
- Botanischer Garten der Universität Würzburg je botanični vrt univerze.

Univerza uporabnih znanosti Würzburg-Schweinfurt je bila ustanovljena leta 1971 kot tehnološki inštitut z oddelkoma v Würzburgu in Schweinfurtu. Študijske discipline so arhitektura, poslovna ekonomija, poslovna informatika, gradbeništvo, računalniški inženiring, računalništvo, elektrotehnika, inženirski management, geodezija, grafično oblikovanje, logistika, strojništvo, mediji, teorija zdravstvene nege, plastično inženirstvo in socialno delo. S skoraj 8000 študenti je druga največja univerza za uporabno znanost v Frankovski.

### Konservatorij
Konservatorij v Würzburgu je ustanova z dolgo tradicijo in impresivno več kot 200-letno zgodbo o uspehu. Ustanovljen je bil leta 1797 kot Collegium musicum academicum in je najstarejši konservatorij v Nemčiji. Danes je znana kot Univerza za glasbo Würzburg. Po prehodu s konservatorija na univerzo za glasbo v zgodnjih sedemdesetih letih prejšnjega stoletja so glasbenemu izobraževanju dodali znanost in raziskave.